# 포르쉐 753 엔진
포르쉐 타입 753 엔진(영어: Porsche Type 753 engine)은 포뮬러 원 레이스를 위해 포르쉐가 설계한 자연 흡기 8기통 수평 엔진 내연기관이다. 이 엔진은 1962년에 1.5리터 포뮬러에 단일 시즌 동안 사용되었다.

## 배경
1958년 10월, 국제 자동차 연맹 (FIA)은 1961년 포뮬러 원 시즌에 엔진 용량이 포뮬러 투 (F2)와 동일하게 1.5리터로 제한될 것이라고 발표했다.:12 이는 포르쉐가 F2 차량을 거의 변경 없이 F1에서 사용할 수 있다는 것을 의미했다.
1961년 포르쉐는 타입 787을 출시했다. 이 차량은 개발 중인 타입 753을 수용하기 위해 718/2보다 100 mm (3.9 in) 더 길어진 새로운 섀시를 가졌다. 이전 차량의 후방 서스펜션은 유지했지만, 전방에는 코일 스프링이 장착된 새로운 상부 및 하부 A-암 서스펜션이 적용되었다. 첫 번째 섀시는 Kugelfischer 연료 분사기가 장착된 547/3 4기통 엔진으로 구동되었다. 모나코 그랑프리에서 이 차량은 연료 분사가 중단되어 리타이어했다. 두 번째 차량 역시 547/3 엔진을 장착했으며, 다른 787과 함께 네덜란드 그랑프리에 참가하기 위해 제때 완성되었다. 이 차량들은 10위와 11위를 차지했지만, 출력 부족과 열악한 핸들링으로 인해 페리 포르쉐는 이 모델을 단종시켰다.
포르쉐는 8기통 엔진을 장착한 완전히 새로운 경쟁력 있는 포뮬러 레이스카를 제작하는 데 집중했다.
이전의 포르쉐 787처럼, 804 엔진은 이전 모델보다 더 매끄러운 표면을 가졌다. 이는 4기통 푸어만 엔진에 사용된 수직 장착 (수평축) 냉각 팬과 달리, 새로운 엔진 상단에 수평 냉각 팬 (수직축)을 사용하여 부분적으로 달성되었다.

### 엔진
새로운 타입 753의 설계는 한스 회니크(Hans Hönick)와 한스 메츠거(Hans Mezger)가 담당했다. 이 엔진은 포르쉐의 수평대향 엔진 배치와 공랭식 전통을 이어갔다.
보어와 스트로크는 각각 66.0 mm × 54.6 mm (2.6 in × 2.1 in)였으며, 배기량은 1,494.38 cc (91.2 cu in)였다. 오버스퀘어 치수는 피스톤 속도를 낮게 유지하고 엔진을 좁게 유지하여 차량 측면의 공기 흐름에 최대한 영향을 덜 받도록 했다. 경쟁사의 120° V6 및 90° V8 엔진보다는 여전히 넓었다.
시제품 엔진은 1960년 12월 12일 시험대에서 처음으로 시동되었다. 첫 753은 105 hp (78.3 kW) (일부 자료에서는 120 hp (89.5 kW))만을 생산했다.
804 개발 중에 8기통 엔진의 준비성에 대한 우려가 있었기 때문에, 두 번째 섀시인 804-02는 787의 공랭식 1.5리터 4기통 수평대향 엔진 타입 547을 장착하도록 개조되었다. 이 섀시는 4기통 엔진으로 경주에 참가하기 전에 나중에 다시 8기통 구성으로 되돌려졌다.
스위스 레이싱 드라이버이자 엔지니어이며 연료 분사 전문가인 미하엘 메이는 메르세데스-벤츠에서 포르쉐로 이적하여 753 엔진 작업을 했지만, 대신 547/3 엔진의 개선 작업을 진행하다가 포르쉐를 떠나 페라리로 갔다.
압축비 10.0:1인 753 수평대향 8기통 엔진은 첫 주행에서 9200rpm에서 132 kW (177 hp)을 생산했다. 이는 새로운 코번트리-클라이맥스(Coventry-Climax) 및 BRM V8 엔진보다 여전히 낮은 출력이다.

## 타입 753
1960년, 1961년 포뮬러 원 (F1) 시즌의 1.5리터 배기량 제한 발표에 따라 타입 753 작업이 시작되었다. 포르쉐의 첫 번째 수평대향 8기통인 새로운 F1 엔진의 설계는 한스 회니크와 한스 메츠거가 담당했다. 753은 수평대향 엔진 배치와 공랭식이라는 포르쉐의 전통적인 특징을 계승했지만, 실린더 수는 8개로 늘어났다.
보어와 스트로크는 각각 66.0 mm × 54.6 mm (2.6 in × 2.1 in)였으며, 그 결과 배기량은 1,494.38 cc (91.2 cu in)였다. 오버스퀘어 치수는 피스톤 속도를 낮게 유지하고 엔진을 좁게 유지하여 차량 측면의 공기 흐름에 최대한 영향을 덜 받도록 했다. 경쟁사의 120° V6 및 90° V8 엔진보다는 여전히 넓었다.
엔진 중앙에는 크랭크축 중앙선을 따라 수직으로 분할된 두 개의 마그네슘 크랭크케이스가 있었다. 크랭크케이스는 9개의 메인 베어링에 일체형 크랭크축을 지지했다. 8개의 알루미늄 실린더 배럴은 페럴(Ferral)이라는 스프레이 방식의 몰리브덴/스틸 코팅으로 보어를 처리했다. 각 핀이 달린 실린더에는 자체 독립적인 알루미늄 실린더 헤드가 있었고, 실린더당 4개의 스터드가 헤드와 배럴을 크랭크케이스에 고정했다. 단일 부품으로 주조된 알루미늄 밸브 장치 커버는 엔진 양쪽의 4개 실린더를 안정화시켰다.
밸브 트레인은 에른스트 푸어만이 타입 547 4기통 엔진을 위해 설계한 것과 몇 가지 면에서 유사했다. 실린더 뱅크당 두 개의 오버헤드 캠축이 있었고, 실린더당 두 개의 밸브를 작동시켰다. 547과 마찬가지로 캠은 기어나 체인이 아닌 샤프트에 의해 구동되었고, 캠 로브는 샤프트에 고정된 별도의 부품이었다. 753은 547의 크랭크축 아래에 있던 단일 카운터샤프트에 크랭크축 위에 두 번째 카운터샤프트를 추가했다. 두 카운터샤프트는 크랭크축 속도의 절반으로 회전했다. 상부 카운터샤프트에서 나온 두 개의 레이샤프트는 좌우 흡기 캠축을 구동했고, 하부 카운터샤프트에서 나온 다른 두 개의 레이샤프트는 배기 캠축을 구동하여 547 엔진에 별명을 부여한 실린더 헤드의 수직 샤프트를 없앴다. 오른쪽 흡기 캠축의 베벨 기어에서 나온 짧은 수직 샤프트는 축류 냉각 팬을 크랭크축 속도의 0.92배로 구동했다. 밸브 트레인은 최대 10,000rpm에서 안정적으로 작동하도록 설계되었다.
엔진은 별도의 오일 탱크가 있는 드라이 섬프 시스템을 사용했다. 4개의 점화 코일과 2개의 배전기가 있는 보쉬(Bosch) 이중 점화 시스템이 실린더당 2개의 점화 플러그를 점화했다. 공기-연료 혼합물은 양쪽에 2개씩 총 4개의 38 mm (1.5 in) 웨버(Weber) 더블 다운드래프트 카뷰레터에 의해 공급되었다.
엔진 조립은 시간이 많이 소요되는 작업이었으며, 구성 요소의 광범위한 수동 장착과 함께 반복적인 조립 및 분해가 필요한 경우가 많았다. 753을 제작하고 설정하는 데는 100시간 미만이 소요되는 경우가 없었고 최대 220시간이 걸릴 수도 있었다. 배기 및 클러치를 포함한 엔진은 길이 23.7 in (602 mm), 너비 27.8 in (710 mm), 높이 20.6 in (523 mm)이며, 무게는 341 lb (154.7 kg)였다.
시제품 엔진은 1960년 12월 12일 시험대에서 처음으로 시동되었다. 초기 출력은 실망스러웠다. 목표가 200 hp (149.1 kW)였는데, 105 hp (78.3 kW) (일부 자료에서는 120 hp (89.5 kW))에 불과했다.
메츠거와 그의 팀은 엔진의 신뢰성과 출력을 개선하기 위해 노력했다. 초기 엔진은 밸브 사이의 각도가 90°였다. 이 각도를 처음에는 84°로, 나중에는 72°로 줄이자 출력이 증가했다. 다른 변경 사항으로는 연소실 재성형, 크랭크핀 경량화, 티타늄 커넥팅 로드 교체가 포함되었다. 결국 출력은 185 hp (138.0 kW)까지 향상되었다.
타입 787 F1 차량의 섀시는 753을 수용하기 위해 길어졌지만, 수평대향 8기통 엔진은 한 번도 장착되지 않았고 이 차량은 짧은 수명 동안 547 엔진을 계속 사용했다. 753 엔진은 1962년 5월 20일 잔드보르트(Zandvoort)에서 열린 네덜란드 그랑프리에서 포르쉐의 포뮬러 원 타입 804에 처음으로 장착되었다. 압축비 10.0:1인 이 엔진은 첫 주행에서 9200rpm에서 132 kW (177 hp)을 생산했다. 이는 새로운 코번트리-클라이맥스(Coventry-Climax) 및 BRM V8 엔진보다 여전히 낮은 출력이다. 타입 718의 개선된 6단 변속기와 ZF 리미티드 슬립 디퍼렌셜을 장착한 이 차량은 최고 속도 270 km/h (167.8 mph)에 도달했다.
753은 단 거니(Dan Gurney)가 운전한 804로 루앙 레 제사르에서 열린 1962 프랑스 그랑프리에서 포르쉐의 유일한 F1 제조사 우승을 안겨주었다.
엔진의 단축 스트로크 버전인 753/1이 개발되었다. 753은 또한 911이 될 포르쉐의 901 프로젝트 엔진 설계에 영향을 미쳤다.

## 기술 요약
|                  | 포르쉐 804: |             |
| ---------------- | --- | ----------- |
| 엔진:            | 8기통 수평 엔진 수평대향 (4행정) 타입 753 |             |
| 배기량:          | 1,494 cc (91.2 cu in) |             |
| 보어 × 스트로크: | 66.0 mm × 54.6 mm (2.6 in × 2.1 in) |             |
| 최고 출력:       | 9200rpm에서 185 hp (187.6 PS; 138.0 kW) |             |
| 최대 토크:       | 7200rpm에서 153 N·m (112.8 ft·lb) |             |
| 압축비:          | 10.0:1 |             |
| 밸브 트레인:     | 하부 카운터샤프트 및 2개의 레이샤프트가 배기 캠축 구동. 상부 카운터샤프트 및 2개의 레이샤프트가 흡기 캠축 구동. 실린더 헤드당 2개의 오버헤드 캠축. 실린더당 2개의 밸브. |             |
| 냉각:            | 공랭식 (팬) | 공랭식 (팬) |

## 적용 모델
- 포르쉐 804